# Rogalińskie Drogi
Trwa dyskusja nad usunięciem tego artykułu, kliknij i weź w niej udział.

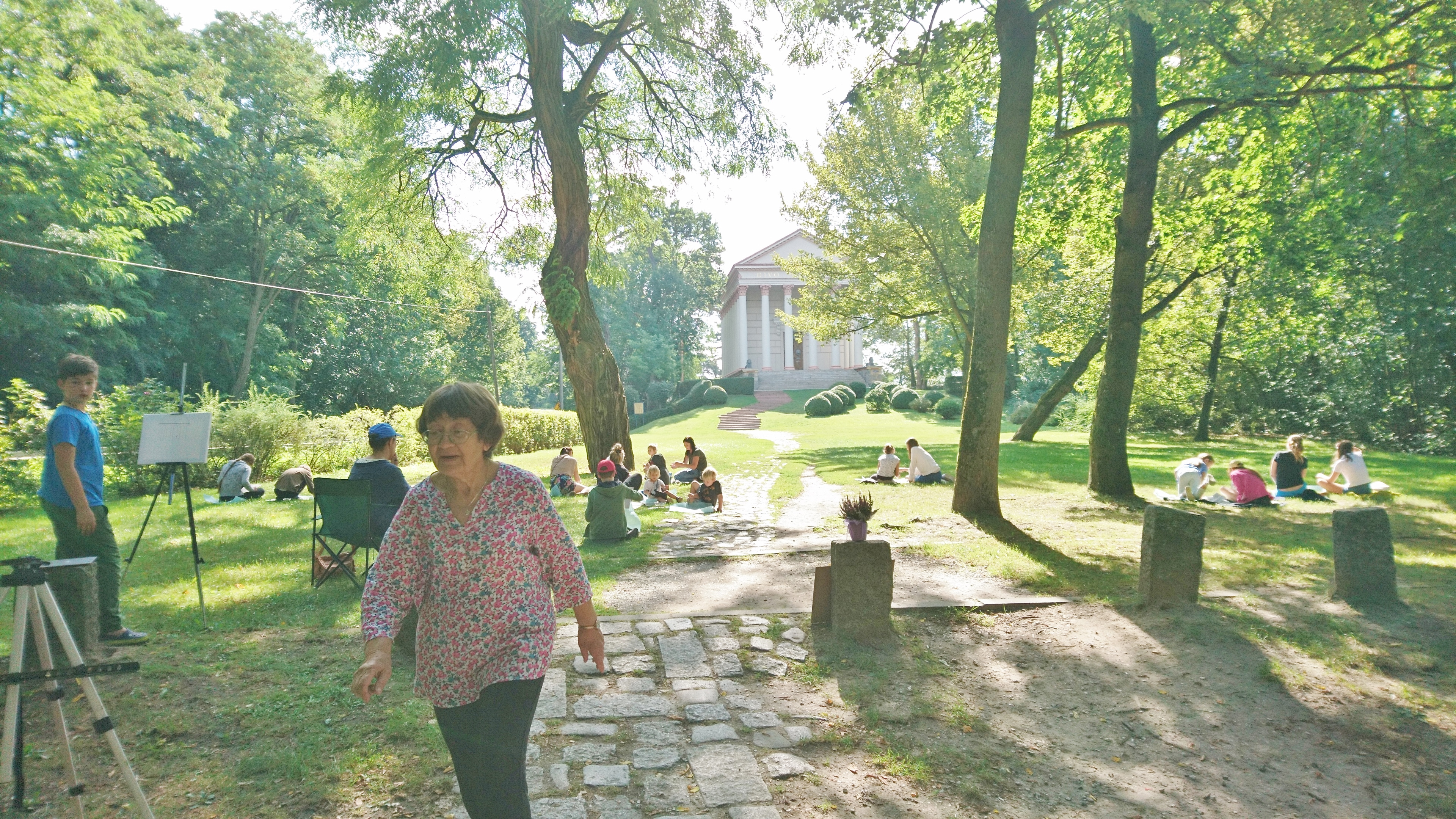
Plener malarski, który w 2020 r. zapoczątkował obchody jubileuszu 200-lecia kościoła św. Marcelina w Rogalinie, poprowadzony przez Lucynę Smok – założycielkę Towarzystwa Przyjaciół Dębów Rogalińskich oraz Pracowni Artystycznej w Rogalinku

Rogalińskie Drogi (pełna nazwa Rogalińskie Drogi Ducha Świętego, znane też jako Rogalińskie Drogi owoców Ducha Świętego) – sieć przyrodniczych szlaków pielgrzymkowych, propagujących ekoturystykę, utworzonych w Rogalinie z okazji 200-lecia poświęcenia kościoła św. Marcelina z mauzoleum rodu Raczyńskich.

## Historia
Szlaki te powstały w 2021 roku w Rogalinie w ramach jubileuszu 200-lecia kościoła św. Marcelina, z inicjatywy proboszcza rogalińskiej parafii – ks. Adama Pawłowskiego. Dzięki zaangażowaniu 12-osobowego zespołu parafialnego opracowano trasy, mapy, ogólne zasady, propozycje zadań duchowych itp. Zaproszeni naukowcy (w ramach projektu dofinansowanego przez Caritas Laudato Si) poprowadzili wycieczki przyrodnicze różnymi Drogami i na tej podstawie napisali broszury o sześciu szlakach i różnych problemach ekologicznych. Broszury przyrodnicze dla pozostałych trzech szlaków zostały opublikowane w latach 2022 (wolontariat) i 2023 (dzięki wsparciu fundacji Zakłady Kórnickie).
W opisach wszystkich szlaków wspomniano zasługi rodu Raczyńskich, a szczególnie honorowego obywatela miasta Poznania, Edwarda Raczyńskiego, który już w pierwszej połowie XIX wieku m.in. propagował oświatę higieniczną (ufundowanie pierwszego wodociągu w Poznaniu i częściowo Szpitala Przemienienia Pańskiego), wspierał rozwój intelektualny i patriotyzm Polaków (Biblioteka Raczyńskich, działalność wydawnicza), rozwój duchowy lokalnych społeczności (kościoły w Rogalinie i Zaniemyślu, Złota Kaplica w katedrze, z posągami Mieszka I i Bolesława Chrobrego) oraz chronił przyrodę (Dęby Lech, Czech i Rus, Łęgi Rogalińskie itd.).
Jednoczesne propagowanie szacunku dla przyrody i historii powoduje, że pielgrzymowanie Rogalińskimi Drogami jest dobrym przykładem ekoturystyki. W marcu 2025 roku parafia św. Marcelina w Rogalinie została wyróżniona w III Plebiscycie Ekologicznym zorganizowanym przez Uniwersytet Kardynała Stefana Wyszyńskiego w Warszawie. W Roku Jubileuszowym 2025 (pod hasłem "Pielgrzymi nadziei", ustanowionym przez papieża Franciszka), rogalińska parafia zachęcała do propagowania "zielonego pielgrzymowania" także w innych miejscach.

## Cele
Głównym celem stworzenia sieci Rogalińskich Dróg jest rozwój duchowy poprzez pielgrzymowanie, połączone np. z rozważaniem cytatów z Biblii oraz modlitwą do Ducha Świętego o 7 darów (mądrość, rozum, radę, męstwo, umiejętność, pobożność i bojaźń Bożą) i 9 owoców (miłość, radość, pokój, cierpliwość, uprzejmość, dobroć, wierność, łagodność i opanowanie, wg Listu do Galatów 5, 22–23).
Dodatkowe cele to m.in.:
- popularyzacja aktywności fizycznej na świeżym powietrzu (ważnej dla zdrowia fizycznego i psychicznego),
- budowanie dobrych relacji poprzez pielgrzymki, rodzinne spacery lub wycieczki szkolne tymi szlakami,
- propagowanie ekologii integralnej papieża Franciszka poprzez rozważanie cytatów z encykliki Laudato si’,
- ochrona bioróżnorodności Rogalińskiego Parku Krajobrazowego, obszarów Natura 2000 (siedliskowy „Rogalińska Dolina Warty” i ptasi „Ostoja Rogalińska”) oraz Rogalina jako Pomnika Historii,
- promowanie szacunku dla przyrody i historii (szczególnie dla zasług Edwarda Raczyńskiego).

## Zasady pielgrzymowania
Zasady Rogalińskich Dróg przypominają jak pielgrzymować, by nie zaszkodzić środowisku, co jest podstawą ekoturystyki:
- Sprzątamy po sobie (i po innych, jak się da).
- Nie zbaczamy ze szlaków, by nie niszczyć upraw (pola, łąki, sady itp.).
- Nie niszczymy roślinności ani ściółki leśnej.
- Kwiaty podziwiamy, lecz nie zrywamy.
- Nie jemy owoców itp., których nie znamy.
- Nie zabieramy do domu dzikich zwierząt (piskląt, sarenek, jeży itp.).
- Nie zabijamy ani nie płoszymy zwierząt głośnym zachowaniem.
- Nie niszczymy nor ani innych schronień i miejsc rozrodu zwierząt.
- Nie palimy ognisk, nie zniekształcamy rzeźby terenu ani zbiorników wodnych.
- Nie pijemy alkoholu, nie palimy papierosów (dla zdrowia i środowiska: ochrona przed zanieczyszczeniem i pożarem).
- Rzadko korzystamy z telefonu (by nie zakłócać ciszy i odpocząć od ekranu).
- Wjazd na Łęgi Rogalińskie motocyklem, samochodem, quadem itp. jest zakazany (nie dotyczy dojazdu rolników na pola).
- Na odcinkach prowadzących szosą idziemy lewą stroną, z elementami odblaskowymi[6].

## Trasy
Szlaki pielgrzymkowe Rogalińskie Drogi prowadzą do tego kościoła z 9 miejscowości:
1. Droga Miłości (pieszy, ok. 6 km, z kościoła filialnego pw. Matki Bożej Nieustającej Pomocy w Radzewicach)[10]
2. Droga Radości (pieszo-rowerowy, ok. 7 km, ze szkoły podstawowej w Radzewie)[19]
3. Droga Pokoju (pieszo-rowerowy, ok. 6 km, z Mieczewa, z dodatkowym wariantem)[20]
4. Droga Cierpliwości (pieszo-rowerowy, ok. 12 km, z kościoła św. Jakuba Większego Apostoła w Poznaniu-Głuszynie)[21]
5. Droga Uprzejmości (pieszo-rowerowy, ok. 9 km, ze szkoły podstawowej w Daszewicach)[22]
6. Droga Dobroci (pieszo-rowerowy, ok. 9 km, z kościoła św. Mikołaja w Mosinie)[23]
7. Droga Wierności (pieszo-rowerowy, ok. 8 km, z kościoła św. Józefa w Puszczykowie)[24]
8. Droga Łagodności (pętla rowerowa, ok. 21 km, z kościoła św. Matki Teresy z Kalkuty w Kamionkach)[25]
9. Droga Opanowania (pieszy, ok. 4 lub 7 km, z kościoła św. Michała Archanioła i Matki Bożej Wspomożenia Wiernych w Rogalinku, z dodatkowym wariantem)[26]

Powstała także pętla rowerowa Droga Pokoju i Radości, o długości ok. 23 km, przebiegająca przez Rogalin, Mieczewo, obrzeża Czołowa i Radzewo.
Na stronie internetowej parafii udostępniono bezpłatnie opisy tras z mapami, ciekawostkami historycznymi, propozycjami zadań duchowych i praktycznymi informacjami.

## Broszury przyrodnicze
Na podstawie wycieczek przyrodniczych poszczególnymi Drogami ze specjalistami z różnych dziedzin, powstały i zostały bezpłatnie udostępnione następujące broszury edukacyjne:

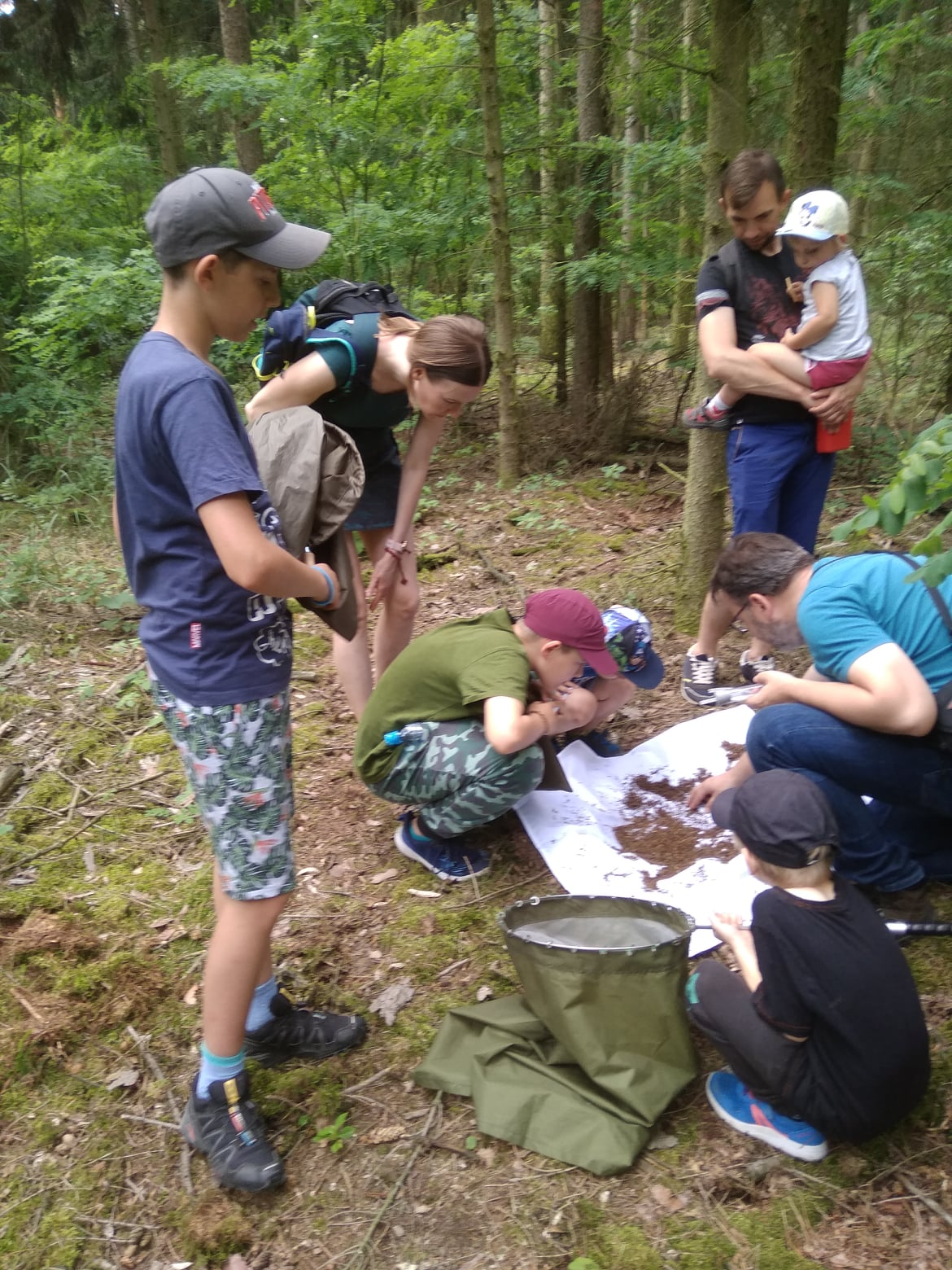
Wycieczka przyrodnicza w okolicach Rogalina z entomologiem, prof. Pawłem Sienkiewiczem, który na jej podstawie opracował broszurę edukacyjną dla Drogi Pokoju, o znaczeniu owadów, martwego drewna i bioróżnorodności

- „Dziedzictwo Olędrów zobowiązuje – naturalne procesy i racjonalna gospodarka wodna” (Dariusz Brykała, hydrolog) – o starorzeczach, małej retencji wodnej i olęderskich osadnikach, którzy osuszali nadrzeczne bagna, na przykładzie Drogi Miłości w Radzewicach[28]
- „Przyroda i my – relacje, procesy, zjawiska” (Radosław Dzięciołowski, ekolog) – o roślinach i zwierzętach w krajobrazie zurbanizowanym i rolniczym, na przykładzie Drogi Radości w Radzewie[29]
- „Droga Pokoju – o różnorodności i współistnieniu” (Paweł Sienkiewicz entomolog) – o owadach, martwym drewnie i bioróżnorodności, na przykładzie Mieczewa[8]
- „Miejsca «magiczne» w Poznaniu-Głuszynie” (Aneta Czarna, botanik) – o florze, symbolice roślin i ekologii na cmentarzach, na przykładzie Drogi Cierpliwości w Głuszynie (dzielnicy Poznania)[30]
- „Droga Uprzejmości – o strategiach życia roślin” (Marlena Lembicz, botanik) – o pospolitych roślinach przydrożnych, na przykładzie okolic pałacu w Rogalinie[9]
- „Co rośnie nad Wartą w okolicach Rogalina i Mosiny?” (Halina Ratyńska, botanik) – o nadrzecznych zbiorowiskach roślinnych, na przykładzie Drogi Dobroci przez rozlewiska Warty[7]
- „W dolinie Warty – o ptakach i nie tylko” (Viktória Takács, ornitolog) – o zwierzętach żyjących nad rzekami, na przykładzie Drogi Wierności w Puszczykowie[31]
- „Rośliny i człowiek” (Zbigniew Celka, botanik) – o gatunkach towarzyszących człowiekowi i inwazyjnych, na przykładzie Drogi Łagodności w Kamionek[32]
- „O owadach i ekologii, nie tylko nad Wartą” (Mateusz Kęsy, entomolog) – o pszczołach i innych zwierzętach siedlisk nadrzecznych oraz problemach ekologicznych, na przykładzie Drogi Opanowania w Rogalinku[33].

Publikacje te powstały w większości dzięki wsparciu finansowemu programu Caritas Laudato Si lub fundacji Zakłady Kórnickie, a jedna jako wolontariat.

## Dalszy rozwój
Rogalińskie Drogi są promowane jako atrakcja turystyczna i wykorzystywane m.in. do integrowania lokalnej społeczności. Powstały internetowe albumy zdjęć z przeprowadzonych wycieczek przyrodniczych (z komentarzami) oraz poradnik „Zrób to sam” dla innych parafii, które chciałyby stworzyć podobne sieci Dróg Ducha Świętego.
Po inwazji Rosji na Ukrainę w lutym 2022 roku, zadania duchowe dla pielgrzymek w intencji pokoju (z opisu Drogi Pokoju) zostały przetłumaczone na inne języki.

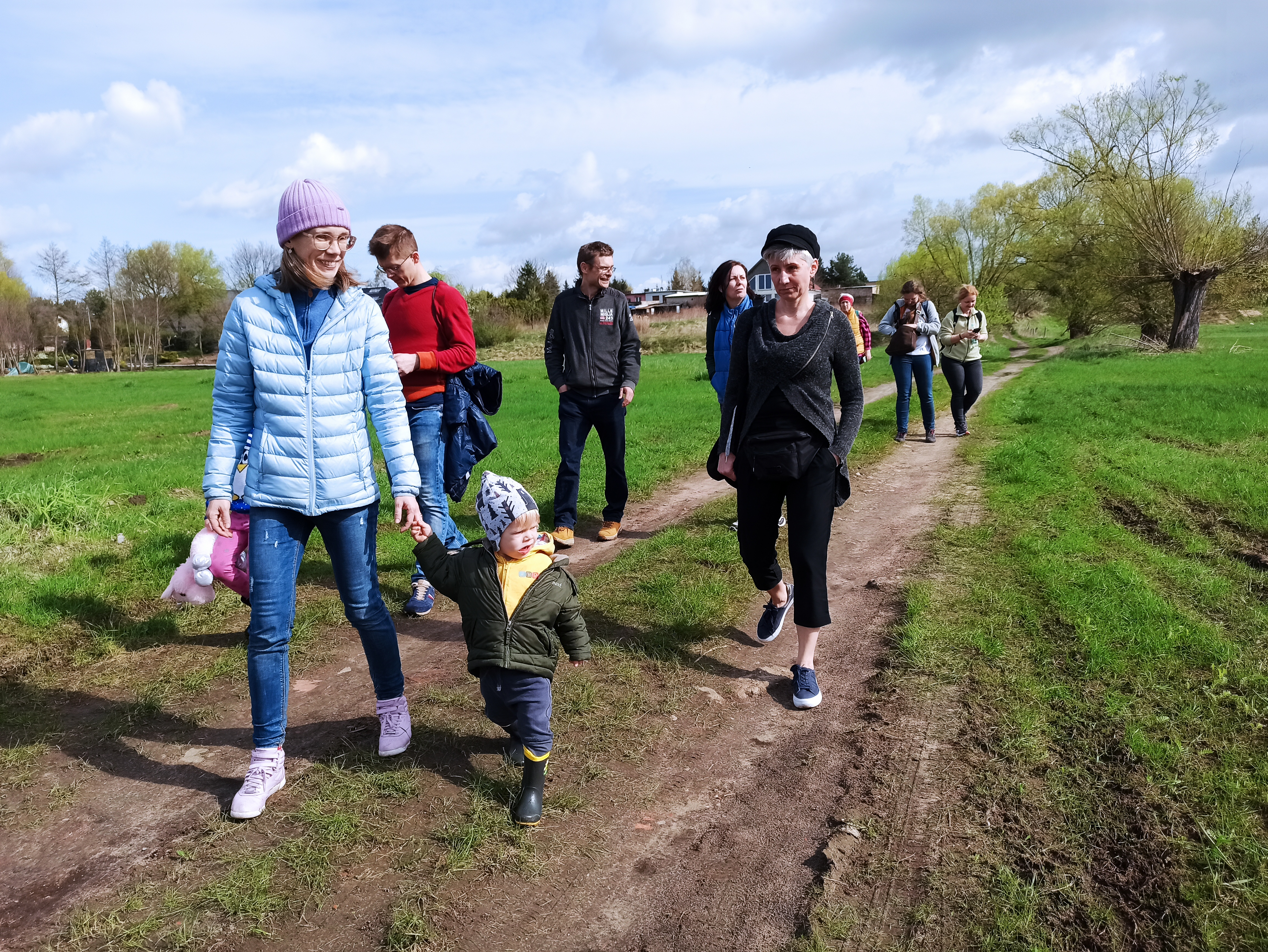
Wycieczka przyrodnicza „Drzewo Życia” szlakiem pielgrzymkowym Droga Miłości w Radzewicach podczas rogalińskiego zjazdu animatorów Laudato Si'

Ogólne zasady Rogalińskich Dróg, przedstawione na początku opisu każdego szlaku, stały się podstawą opracowania „Zasad zielonego pielgrzymowania” w ramach projektu PielGREEN przez polskich animatorów Światowego Ruchu Katolików na rzecz Środowiska (Laudato Si' Movement). Organizacja ta w maju 2023 roku wspominała o modlitwie do Ducha Świętego i Rogalińskich Drogach na swoim blogu oraz w miesięcznym biuletynie (zarówno w języku angielskim, jak i w polskim), zaś w kolejnym roku w Rogalinie odbył się rodzinny zjazd animatorów tej organizacji.
Kontynuacją wycieczek przyrodniczych zainicjowanych w parafii w Rogalinie są wycieczki przyrodniczo-artystyczne „Drzewo Życia” o znaczeniu drzew (zapoczątkowane w 2022 roku dzięki wsparciu finansowemu fundacji Zakłady Kórnickie oraz współpracy z Towarzystwem Przyjaciół Dębów Rogalińskich i Pracownią Artystyczną im. Lucyny Smok). Spacer z przyrodnikiem połączony z plenerem malarskim ma znaczenie edukacyjne, ale również sprzyja odstresowaniu i rozwojowi umysłowemu dzieci. Obecnie wycieczki „Drzewo Życia”, a także szkoleniowe Warsztaty Drzewo Życia dla kandydatów na nowych edukatorów odbywają się pod patronatem Polskiego Towarzystwa Ochrony Przyrody „Salamandra”.